# Voo Copa Airlines 201
O Voo Copa Airlines 201 foi um voo de passageiros regularmente agendado do Aeroporto Internacional Tocumen, na Cidade do Panamá, Panamá, para o Aeroporto Internacional Alfonso Bonilla Aragón, em Cali, Colômbia. O voo procedia do Aeroporto Internacional da Cidade do México, Cidade do México, México, com escala no Aeroporto Internacional Ramón Villeda Morales, San Pedro Sula, Honduras. Em 6 de junho de 1992, o Boeing 737-204 Advanced operou a rota, se desintegrou no ar e caiu na Floresta de Darién, 29 minutos após a decolagem. Todas as 47 pessoas a bordo faleceram. A destruição em voo foi causada por leituras de instrumentos defeituosos e vários outros fatores contribuintes, incluindo erro do piloto e treinamento incompleto.
O voo 201 foi particularmente perturbador para o público porque foi o acidente mais mortal na história da aviação do Panamá, e também o primeiro (e até a data) acidente aéreo na história da Copa Airlines.

## Aeronave e Tripulação
A aeronave era um Boeing 737-204 Advanced de 12 anos de idade, registrando o HP-1205CMP, pilotado pelo comandante Rafael Carlos Chial, de 53 anos e o primeiro oficial Cesareo Tejada, também de 53 anos. Os atendentes de voo foram Iris Karamañites, Flor Díaz, Vanessa Lewis, Xenia Guzmán e Ramón Bouche. O voo Copa Airlines 201 estava transportando 40 passageiros e 7 tripulantes. O jato foi fabricado em 1980 e entrou em serviço com a Britannia Airways com o número da cauda G-BGYL. A aeronave foi adquirida pela Copa Airlines, e como resultado do contrato de arrendamento que ambas as empresas tinham na década de 1990, e a aeronave ainda exibia uma libré híbrida Britannia Airways/Copa Airlines (ainda usava listras da Britannia Airways, mas com títulos da Copa Airlines na fuselagem dianteira e cauda e a bandeira panamenha na parte central da fuselagem) no momento do acidente.

## Queda
O voo 201 decolou da pista 21L no Aeroporto Internacional Tocumen na Cidade do Panamá às 20:37 (hora local) como voo regular para passageiros para Cali, Colômbia, com 40 passageiros e sete membros da tripulação. Entre os passageiros estavam empresários e comerciantes colombianos que conduziam negócios no Panamá. Às 20:47 (hora local), cerca de 10 minutos após a decolagem, o Comandante Chial contatou o Controle de Tráfego Aéreo da Cidade do Panamá, solicitando informações meteorológicas. O controlador informou que havia uma área de mau tempo de 30-50 milhas (50-80 quilômetros) de sua posição.
Às 20:48 (hora local), o Comandante Chial fez outro contato de rádio solicitando permissão do Controle de Tráfego Aéreo da Cidade do Panamá para fazer uma rota diferente devido ao tempo severo à frente. A nova rota levaria o avião sobre a região de Darién. 6 minutos depois, às 20:54 (hora local), o Controle de Tráfego Aéreo da Cidade do Panamá recebeu uma terceira mensagem do Comandante Chial, que relatou problemas com o avião e fez um pedido para voltar para Tocumen, o que foi concedido.
No entanto, às 20:56 (hora local), 2 minutos depois, enquanto voava a uma altitude de 25.000 pés (7.620 metros), o voo 201 entrou em um mergulho íngreme em um ângulo de 80 graus para a direita e começou a rolar incontrolavelmente Enquanto se acelera para o chão. Apesar das tentativas do Comandante Chial e do primeiro oficial Tejada de nivelarem, o avião continuou seu mergulho íngreme, até ultrapassar a velocidade e começou a se desintegrar à 10.000 pés (3.048 metros). A maioria dos corpos teve suas roupas arrancadas e foram jogadas fora da aeronave. O voo 201 entrou em uma área da Floresta de Darién em 486 nós (560 milhas por hora, 900 quilômetros por hora), matando todas as 47 pessoas instantaneamente.
Às 20:57 (hora local), o Controle de Tráfego Aéreo tentou, sem sucesso, entrar em contato com o vôo até receber uma mensagem de rádio de um Douglas DC-10 da KLM que fazia a rota Amsterdã-Cidade do Panamá, relatando que o voo 201 interceptaram um sinal de socorro do Flight Transponder em uma área entre a fronteira colombiana e a Região de Darién, a vários quilômetros de distância de sua posição. Depois de várias tentativas mal sucedidas de entrar em contato com o avião perdido, o Controle de Tráfego Aéreo da Cidade do Panamá finalmente declarou uma emergência completa no aeroporto e informou o Controle de Tráfego Aéreo colombiano em Bogotá sobre o avião desaparecido. Na madrugada no dia seguinte, as aeronaves da Força Aérea Panamenha foram enviadas para a última posição conhecida do voo 201.
Após 8 horas, os pesquisadores descobriram os primeiros fragmentos de destroços na Floresta de Darién. Devido ao afastamento da área e à dificuldade de acesso, o resgate levou 12 horas para chegar ao local.
Como os corpos das vítimas e várias partes da fuselagem da aeronave foram espalhados em um raio de 10 km (6,2 milhas), o processo de recuperação foi bastante difícil. Depois que os investigadores chegaram ao local do acidente, a investigação para encontrar a causa do acidente só havia começado.

## Investigação

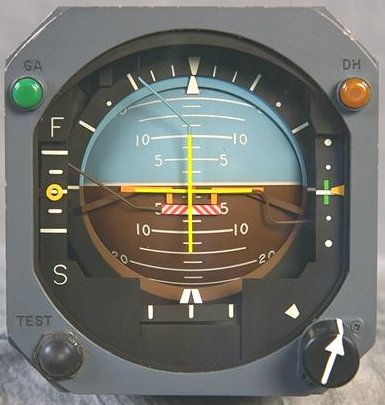
Um Horizonte artificial de um Boeing 737-200. Devido a um curto-circuito, os indicadores no voo 201 apresentavam leituras defeituosas que causavam confusão aos pilotos.

### Recuperação da caixa preta
A caixa preta foi recuperada e transferida para a Cidade do Panamá, depois para Washington D.C., para análise pelo National Transportation Safety Board. No entanto, os analistas do NTSB descobriram que a fita estava quebrada devido a um erro de manutenção. Os investigadores do voo tiveram melhor sorte com o gravador de dados de voo, que mostrou que o avião estava em um mergulho de alta velocidade que levou a se desintegrar.

### Causa
O problema foi posteriormente atribuído a um fator de fiação defeituoso nos instrumentos do Horizonte artificial (ADI) que foram fraturados devido a danos causados por sobre-estresse, o que causou um curto-circuito intermitente. Como conseqüência, o indicador levou o Comandante Chial a acreditar que ele estava virando à esquerda, o que o levou a virar á direita. Esta reação rolou a aeronave para quase 80 graus e fez com que ela entrasse em uma desiorientação espacial, sem chance de recuperação.
Além disso, a mudança da ADI do comandante foi encontrada na cena do acidente na posição de ambos em Vertical Gyro (VG-1). Os investigadores determinaram que o interruptor foi movido da posição normal para VG-1, fazendo com que a equipe tivesse erros de atitude intermitentes em seus instrumentos.
Especificamente, a equipe de investigação descobriu que a ADI de backup (Stand-by) provavelmente estava disponível para os pilotos durante a falha intermitente dos sistemas de instrumentos (o impacto e o pós-impacto do indicador de emergência mostrou que ele estava operando em impacto com o solo), mas devido a um procedimento de verificação cruzada ineficaz feito pelos pilotos, a ADI de backup não foi usada corretamente para identificar o problema e selecionar uma fonte confiável de informações de atitude.
Outro fator que contribuiu para o acidente foi que o programa de Simulador de voo em terra da Copa Airlines era ineficaz, pois não apresentava informações suficientes sobre as diferenças entre aeronaves e gerenciamento de recursos da tripulação para dar ao conhecimento da tripulação de voo para superar o indicador de atitude intermitente erros e manter o controle de uma aeronave com uma fonte auxiliar VG. Além disso, no avião de acidentes, os pilotos estavam tentando aplicar o que tinham aprendido no simulador em relação a esse problema, mas devido ao movimento da mudança do ADI para a posição tanto em VG-1 quanto na insuficiente informação durante o treinamento; A referência da VG-2 foi perdida e os pilotos não conseguiram identificar o problema como consequência.
Outro fator que contribuiu para o acidente foi as configurações da cabine não padrão entre aeronaves na frota da empresa, o que causou confusão aos pilotos sobre a determinação da configuração das chaves ADI, com base na aeronave que estava sendo operada no momento.
Apesar de ter algumas semelhanças com outros acidentes relacionados ao Boeing 737 durante a década de 1990 (como o Voo United Airlines 585 e o Voo USAir 427), a possibilidade de mau funcionamento do leme em voo foi descartada como uma possível causa do acidente. No entanto, o voo 201 foi registrado na categoria de "acidentes relacionados à suspeito mau funcionamento do leme".

### Testemunhas oculares
Na manhã do dia seguinte, as estações de rádio colombianas e panamenhas informaram que alguns moradores da vila de Tucutí e outras vilas próximas ao local do acidente disseram que, na noite do acidente, sentiram uma explosão muito forte, enquanto outros disseram que viram uma bola de fogo caindo do céu em direção à selva.
No entanto, esses relatórios foram eventualmente recusados pelo chefe da autoridade de aviação civil do Panamá, Zosimo Guardia.

## Nacionalidades das vítimas
| Nacionalidade  | Passageiros | Tripulação | Total |
| -------------- | ----------- | ---------- | ----- |
| Panamá         | 7           | 8          |       |
| Estados Unidos | 2           | 0          | 2     |
| Colômbia       | 36          | 0          | 36    |
| Itália         | 1           | 0          | 1     |
| Total          | 40          | 7          | 47    |

## Consequências

### Resposta da Copa Airlines
Na sequência do desastre, a Copa Airlines deu voos de graça para a Cidade do Panamá para as famílias das vítimas; Os principais membros executivos da Copa Holdings declararam uma sessão permanente de reunião de emergência na sede principal da Copa Airlines na Cidade do Panamá.
A Copa Airlines teve que fortalecer seu programa de treinamento para tripulações de voo: em particular, para pilotos que aprendem a voar diferentes tipos de aeronaves, e em várias habilidades, como superar erros intermitentes do Horizonte artificial (ADI) e a capacidade de manter o controle da aeronave durante falhas do instrumento em condições climáticas adversas. A Copa Airlines também teve que reconfigurar as operações de sua frota até se tornar uma das companhias aéreas mais modernas e seguras na América Latina.
O acidente continua sendo o acidente mais mortal na aviação panamenha e na história da Copa Airlines.

### Julgamentos
Como resultado do acidente, os parentes daqueles que morreram no acidente registraram 49 processos de morte por falta de responsabilidade contra a Lucas Aerospace, uma das partes fornecedores do Boeing 737. O caso foi resolvido fora do tribunal por um montante não divulgado.
Em 1993, um dos parentes de Clariza Bernal Luna, um dos passageiros dos EUA que estavam no voo, apresentou uma ação judicial contra a Copa Airlines em um tribunal federal do Texas, alegando que a companhia aérea havia vendido um bilhete para o passageiro através de uma agência de viagens de Houston, embora a companhia aérea não tenha nenhum centro de operações no Texas. O processo foi eventualmente rejeitado pelo tribunal em 30 de março de 1994.

## Cobertura da mídia
1 ano após o acidente, a história do acidente do voo 201 e sua investigação apareceu em um documentário da WGBH, BBC e NDR. Foi exibido nos Estados Unidos na série da PBS como Mysterious Crash of Flight 201 (A misteriosa queda do voo 201) em 30 de novembro de 1993 e no Reino Unido na série Horizon como Air Crash - The Deadly Puzzle em 14 de fevereiro de 1994.
O acidente também foi apresentado na série do Discovery Channel, Mayday Desastres Aéreos. O episódio com o voo 201 é intitulado "Medo da Tormenta".